# Родионов, Михаил Анатольевич
Михаил Анатольевич Родионов (9 октября 1946, Ленинград — 31 октября 2022) — советский и российский востоковед, специалист в области истории и этнографии арабских стран. Доктор исторических наук (1991), профессор. Один из авторов «Большой Российской энциклопедии». Поэт и переводчик стихов, автор нескольких прозаических произведений.

## Биография
Родился 9 октября 1946 года в Ленинграде.
В 1970 году окончил восточный факультет Ленинградского Государственного Университета. В 1976 году защитил кандидатскую диссертацию на тему «Марониты Ливана (историко-этнографический очерк)». В 1991 году защитил докторскую диссертацию на тему «Традиционная культура Западного Хадрамаута (по письменным и полевым источникам)». Сотрудник Музея антропологии и этнографии (Кунсткамера) им. Петра Великого РАН, заведующий отделом Южной и Юго-Западной Азии (с 1994 г.). Профессор кафедры истории стран Ближнего Востока Восточного факультета Санкт-Петербургского государственного университета. Участник Российско-Йеменской комплексной экспедиции (Йемен, 1983—1994). Преподавал на Факультете этнологии Европейского университета в Санкт-Петербурге. Опубликовал более 230 работ.
Скончался 31 октября 2022 года.

## Монографии
- Марониты Ливана. Из этноконфессиональной истории Восточного Средиземноморья. М.: ГРВЛ «Наука», 1982.
- Голубая бусина на медной ладони. Л.: Лениздат, 1988.
- Этнография Западного Хадрамаута. Общее и особенное в этнической культуре. М.: Вост. лит-ра, 1994; арабский пер. Аден, 2003 г.
- Раса’ил ал-хикма (Послания мудрости, I—XIV). Из друзских рукописей СПб. ф ИВ РАН. Памятники культуры Востока. СПб.: Петербургское востоковедение, 1995.
- Бахаулла. Семь долин и Четыре долины. СПб.: Издат. фонд «Бахаи», 1996.
- Ислам классический. СПб.: Петербургское востоковедение, 2001, переиздания вместе с изд-вом «Азбука-классика» СПб., 2003, 2004. С. 161.
- (В соавторстве с И. Ю. Котиным и Е. Г. Царевой) Социум и окружающий мир в традициях Центральной, Южной и Юго-Западной Азии. СПб.: Наука, 2006. 224 с.; илл.
- The Western Hadramawt: Ethnographic Field Research, 1983-91 // Orientwissenschaftliches Hefte. OWZ der Martin-Luther-Universitaet Halle-Wittenberg. Hft 24. 2007. 307 p.
- Демоны слов на краю Аравии. Общество и стихотворство Хадрамаута. СПб.: МАЭ РАН, 2009. 146 с.
- (в соавторстве с Schoenig H.) The Hadramawt Documents, 1904-51: Family Life and Social Customs under the Last Sultans. Orient-Institut Beirut: Ergon. 2011. 329 p., illus. (Beirutes texte und Studien 130).
- (в соавторстве с Сарабьевым А. В.) Марониты: традиции, история, политика. М.: Институт востоковедения РАН, 2013. 500 с.
- Культурная память и мерная речь на Юге Аравии: Хадрамаут. СПб.: МАЭ РАН, 2014. 154 с. (Kunstkamera Petropolitana).
- Культура и этнография Ближнего Востока: арабы и ислам. Учебное пособие. СПб.: Президентская библиотека. 2015. 111 с.
- Этноконфессиональная ситуация в арабском мире: истоки и перспективы. Учебное пособие. СПб.: Президентская библиотека. 2016. 127 с.

## Статьи и переводы
- Незабытая Пальмира // Нева. 1971. № 6. С. 175—179.
- Из истории формирования этноконфессиональной структуры населения Ливана // Сов. этнография. 1973. № 4. С. 25-37.
- «Китаб ал-унван» Агапия Манбиджского как этнографический источник // Основные проблемы африканистики. М., 1973. С. 129—137.
- Марониты в ливанском обществе // Расы и народы. М., 1975. № 5. С. 289—301.
- Перекрёсток или центр? // журнал "Вокруг света", № 6, 1979. стр.19-22
- О происхождении патрилатерального ортокузенного брака у арабов // Краткое содержание докладов годичн. научн. сессии ИЭ АН СССР… Л., 1980. С. 29-30.
- Арабская женщина: эволюция социального статуса // Расы и народы. 1981. № 11. С. 194—204.
- Традиционная модель социализации детей в современном Ливане // Этнография детства. Южная и Юго-Западная Азия. М., 1983. С. 4-22.
- Учение друзов в изложении Сами Насиба Макарима // Ислам. Религия, общество, государство. М., 1984. С. 111—116.
- Ал-Мутанабби: поэт в исламском обществе X в.// Там же. С. 149—155.
- Этнокультурные особенности языка жестов у арабов Сирии и Ливана // Этнические стереотипы поведения. Л., 1985. С. 243—250.
- [Современная антропонимическая модель у арабов Ливана] // Системы личных имён у народов мира. М., 1986. С. 55-58.
- Перевод с араб.: Джебран Халиль Джебран. Шествия. Поэма // Джебран Халиль Джебран. Избранное. Л., 1986. С. 274—285.
- Поэтическое слово: материалы из Западного Хадрамаута // Проблемы арабской культуры. Памяти академика И. Ю. Крачковского. М., 1987. С. 82-96.
- Пер. с араб.: Амин ар-Рейхани. Стихотворения: «Спрячься под пеплом, взлети над звездой» (с. 30-32), «Страна Египет» (50-53), «Повелитель Ирака» (55-58), «Вижу тебя двойным зрением, родина» (62-65), Восток. Поэма (69-75) // Амин ар-Рейхани. Избранное. Л., 1988.
- Мурувва, асабийа, дин: к интерпретации ближневосточного этикета // Этикет у народов Передней Азии. М., 1988. С. 60-68.
- Ислам: энциклопедический словарь / Отв. ред. С. М. Прозоров. — М. : Наука, ГРВЛ, 1991. — 315 с. — 50 000 экз. — ISBN 5-02-016941-2. — автор ряда статей
- Демократический Йемен: проблемы этнической консолидации // Этнографические процессы в странах Зарубежной Азии. XX век. М., 1991. С. 28-59.
- Любовная касыда Салаха ал-Ку‘айти (Хадрамаут) // Пет. Вост. СПб., 1992. Вып. 2. С. 10-19.
- Традиционное мировоззрение у народов Передней Азии. Отв. ред. М. А. Родионов, М. Н. Серебрякова. М.: ГРВЛ изд-ва «Наука», 1992, Введение, С. 3-6.
- Племена ал-Мишкаса: ал-хумум и са‘ин // Кунсткамера. Этнографич. тетради. СПб., 1993. Вып. 1. С. 60-75.
- Битва-жатва: южноаравийская касыда из племени сумайда‘ // Пет. Вост. СПб., 1993. Вып. 3. С. 146—152.
- The plateau-and-valley complex in Hadramawt. Ba Tays Case Study. In: Studies in Oriental Culture and History. Festschrift for Walter Dostal. Ed. A. Gingrich et all. Peter Lang. Frankfurt am Main, Berlin, Bern, N. Y., Paris, Wien. 1993, p. 172—184.
- Можно ли отменить социальные страты? Уроки Хадрамаута // Ранние формы социальной стратификации. Памяти Л. Е. Куббеля. М., 1993. С. 321—327.
- The Ibex Hunt Ceremony in Hadramawt Today // New Arabian Studies, 2, University of Exeter Press, 1994, 123—129
- Запад и Восток в записках пешеходца Василия // Россия, Запад и Мусульманский Восток в Новое время. Сб. статей. СПб., 1994. С. 134—154 (Вост. ф-т СПб. ГУ).
- Поэт в системе властных отношений. Полевой материал из Хадрамаута (Йемен) // Этнические аспекты власти. Сб. статей. СПб.: Языковой центр филол. ф-та. СПбГУ, 1995. С. 123—137.
- Южная Аравия. Традиционное общество и окружающий мир (вторая половина XIX — первая половина XX века) // Россия, Запад и Мусульманский Восток в колониальную эпоху. СПб.: Дмитрий Буланин, 1996. Гл. VII. С. 128—146 (СПбГУ, вост. ф-т).
- Poetry and Power in Hadramawt, in New Arabian Studies 3, University of Exeter Press, 1996, p. 118—133.
- Field Data on Folk Medecine from the H.ad.ramawt, in Proceedings of the Seminar for Arabian Studies, vol. 26, 1996, p. 125—133.
- Свадебные обряды Западного Хадрамаута: текст, перевод, комментарии // Востоковедение 19. Отв. ред. В. Г. Гузев. СПб.: Изд-во С. -Пет. Ун-та, 1997. С. 164—172 (Уч. записки С. -Пет. Ун-та, 430. Серия востоковедческих наук, вып.35) [Совместно с О. И. Редькиным].
- Ислам // История религии. Лекции, прочитанные в Санкт-Петербургском Университете. Учебное пособие. СПб.: Лань, 1997. С. 212—239.
- The Labour Code of the Sultan ‘Ali b. al-Mansur al-Kathiri, 1351/1932, in New Arabian Studies 4, University of Exeter Press, 1997, p. 196—204.
- Mawla Matar and other awliya’: On Social Functions of religious Places in Western Hadramawt, in Mare Erythraeum (Staatliches Museum für Völkerkunde, Munchen), vol. I, Munchen 1997, p. 107—114.
- Poetry from ‘Alwa/Hadramawt: Self-identification and dialogue, Ibid., p. 115—122.
- Silwersmiths in modern Hadramawt, Ibid., p. 123—144.
- The First and the Second Saudi State in the Mirror of the Contemporaneous Russian Periodicals. Conference on The Kingdom of Saudi Arabia: 100 Years. Riyadh, 7-11 Shawal 1419/24-28 January 1999. 33 p.
- Irrigation in Western Hadramawt: khayyil as a social role, in: Seminar forArabian Studies. Vol. 29. 1999, 119—121.
- Ещё раз об ортокузенном браке у арабов // Алгебра родства. Родство. Системы родства. Системы терминов родства. Вып. 3. СПб., 1999. С. 264—266.
- Женская поэзия Аравии // Астарта. Культурологические исследования из истории Древнего мира и Средних веков: Проблемы женственности. Ред. М. Ф. Альбедиль и А. В. Цыб. СПб.: Изд-во СПбУ, 1999. С. 226—235.
- Yemen, in: Countries and Their Cultures. Ed. Melvin Ember and Carol R. Ember. Macmillan Reference USA. New York, Detroit, etc. 2001, p. 2453—2463.
- Towards Typology of Visited Shrines in the Wadi Hadramawt (with special reference to Mawla Matar), in: Raydan No. 7 (2001): 263—276 (in English).
- Музыкальные инструменты Южной Аравии // Музыка Кунсткамеры. К 100-летию С.-Петербургского музея музыкальных инструментов. СПб., 2002. С. 243—246 (Материалы первой инструментоведческой научно-практической конференции).
- Еда и религия. Запретное и разрешенное. В поисках напитка бессмертия. На чёрный день и в долгий путь (последний раздел в соавторстве с Н. Л. Жуковской) в: Кулинарные традиции мира. Современная энциклопедия. Москва: «Аванта+», 2003. С. 20-27, 36-40.
- ÝÀdÁt wa taqÁlÐd ÍaÃramawt al-GharbÐyya. Al-ÝÁm wa-l maÎalliy fÐ-thaqÁfa al-salÁlÐyya. Tarjamat d. ÝAlÐ ÑÁliÎ al-ËallÁqÐ. Aden 2003. 314 p. [перевод на арабский монографии «Этнография Западного Хадрамаута. Общее и локальное в этнической культуре». М., Издательская фирма «Восточная лит-ра», 1994].
- Mashhad ‘Ali revisited: documents from Hadramawt // Proceedings of the Seminar for Arabian Studies. Vol. 34, 2004, p. 307—312.
- Leo Tolstoy and Ameen Rihani: The Interaction Between Two Creative Worlds. In: Ameen Rihani: Bridging East and West. Pioneering Call for Arab-American Understanding. Ed. by Nathan C. Funk and Betty J. Sitka. Ameen Rihani Institute, American University Center for Global Peace, University Press of America. Lantham, Boulder, New York, Toronto, Oxford 2004, p. 73-80.
- Спор красавиц: касыда из Хадрамаута // Scripta Yemenica. Исследования по Южной Аравии. Сборник научных статей в честь 60-летия М. Б. Пиотровского. М.: Изд. фирма «Восточная лит-ра», 2004, с. 315—319.
- Мир навыворот // Studia Ethnologica: Труды факультета этнологии. СПб.: Изд-во Европейского ун-та в Санкт-Петербурге, 2004. Вып. 2. С. 261—269.
- Параграфы по Аравии, совместно с И. М. Смилянской в гл. 4 ч. I; в гл. 3 ч. II; в гл. 3 ч. III // История Востока. Т. IV. Восток в новое время (конец XVIII — начало XX в. Кн. 1. М., Издат. фирма «Восточная лит-ра РАН», 2004. С. 74, 395—397. Кн. 2. М., Издат. фирма «Восточная лит-ра РАН», 2005. С. 60-62.
- Исследователь и объект исследования // Антропологический форум, № 2. СПб., 2005. С. 79-83.
- «Satanic matters»: social conflict in Madudah (Hadramawt), 1957/1938. In: Proceedings of the Seminar for Arabian Studies. Vol. 35, 2005, p. 215—221.
- Современное состояние российской этнографии, антропологии. Ответы на вопросы. К VI Конгрессу этнографов и антропологов России // Антропологический Форум. Спец. выпуск. 2005. С. 97-99.
- Спор двух напитков (из поэзии Хадрамаута // Arabia Vitalis. Арабский Восток, ислам, древняя Аравия. Сборник статей, посвящённый 60-летию В. В. Наумкина. М.: Изд-во ИВРАН, 2005. С. 380—384.
- «Огненная скрижаль» Бахауллы: перевод и комментарии // Историография и источниковедение истории стран Азии и Африки. Вып. 23. Под ред. проф. Б. Н. Мельниченко. СПб.: Изд-во СПбУ, 2005. С. 163—166.
- Арабы // Большая Российская энциклопедия. М., 2005. Т. 2. С. 148—149.
- Бедуины // Большая Российская энциклопедия. М., 2005. Т.3. С. 161—162.
- Пространство культурных пространств, или Границы науки о человеке // Радловские чтения 2006: Тезисы докладов / Отв. ред. Ю. К. Чистов, Е. А. Михайлова. СПб.: МАЭ РАН, 2006. С. 3-5.
- Южная Аравия: культурное прошлое в устно-письменной традиции // Международная научная конференция Востоковедение и африканистика в университетах Санкт-Петербурга, России, Европы. Актуальные проблемы и перспективы. Тезисы докладов, 4-6 апреля 2006 г. К 150-летию Восточного факультета СПбГУ. СПб., 2006. С. 200—201.
- The Kathiri Document Denouncing the Emigration to Hadramawt (May 4, 1939), in: TEMA, Journal of Judeo-Yemenite Studies. Editor Yosef Tobi. Assosiation for Society and Culture. # 9. Netanya 2006, p. 133—134.
- Social Restratification in Modern Hadramawt, in: Quaderni di Studi Arabi. Nuova Serie I. Roma 2006, p. 181—190.
- Сколько кварталов в Мадуде? Смута в документах и рассказах. Соционормативная культура: на стыке полевых наблюдений и текста // Радловский сборник. Научные исследования и музейные проекты МАЭ РАН в 2006 году. / Отв. ред. Ю. К. Чистов, Е. А. Михайлова. СПб.: МАЭ РАН, 2007. С. 7-11.
- Стамбул, Вена, Москва, или три варианта этнического мифотворчества // АБ-60. Сборник статей к 60-летию А. К. Байбурина. Серия Studia Ethnologica; Вып. 4. СПб., 2007. С. 352—356.
- Duwal al-khalij al-‘arabi fi-l-qamus al-‘irqi al-rusi// Al Watheekah. The Document. A Referred Historical Periodical by H. D.C. of Kingdom of Bahrain. Gomada II 1428 H — Jul. 2007. Issue No. 52 — 26th Year. P. 84-107.
- Аравийская племенная поэзия: от диалога к многоголосию // Радловский сборник. Научные исследования и музейные проекты МАЭ РАН в 2007 году. / Отв. ред. Ю. К. Чистов, М. А. Рубцова. СПб.: МАЭ РАН, 2008. С. 145—152.
- The jinn in Hadramawt society in the last century. In: Proceedings of the Seminar for Arabian Studies. Vol. 38. 2008, p. 277—282.
- «Ткач, сын ткача»: из истории социальных страт в Хадрамауте // Христианский Восток V (XI). 2008.
- Ислам //Введение в востоковедение. Учебное пособие. Под ред. Е. И. Зеленева и В. Б. Касевича. СПБ. СПБГУ, Восточный ф-т, 2008. С. 128—146, 171—175.
- Иорданцы // Большая Российская энциклопедия. М., 2008. Т. 11. С. 575.
- Йеменцы // Большая Российская энциклопедия. М., 2008. Т. 12. С. 277.
- Касыда Бу Салиха: двойственное число и двойственность смыслов // Восхваление. Исааку Моисеевичу Фильштинскому посвящается…. Отв. ред. М. С. Мейер. МГУ им. М. В. Ломоносова, Ин-т стран Азии и Африки. М.: Ключ-С, 2008. С. 464—472.
- Гайл Ба Вазир как центр машаййих: прошлое в настоящем // Радловский сборник. Научные исследования и музейные проекты МАЭ РАН в 2008 году. / Отв. ред. Ю. К. Чистов, М. А. Рубцова. СПб.: МАЭ РАН, 2009. С. 75-78.
- Документ из семейных собраний Гайл Ба Вазира (Хадрамаут) // Востоковедение и африканистика в диалоге цивилизаций. XXV Международная конференция «Источниковедение и историография стран Азии и Африки», 22-24 апреля 2009 г. Тезисы докладов / Отв. ред. Н. Н. Дьяков. СПбГУ. Восточный факультет. СПб., 2009. С. 60.
- Из Южноаравийской поэзии: два спора в стихах и один плач // Четки. Литературно-философский журнал. № 1. М., 2009. С. 79-90.
- Форум о форуме (или о состоянии дискуссионного поля науки) // Антропологический Форум. № 10. 2009. С. 110—113.
- Предисловие // Азиатский бестиарий: Образы животных в традициях Южной, Юго-Западной и Центральной Азии. Сб. статей / Отв. ред. М. А. Родионов. СПб.: МАЭ РАН, 2009. С. 3-4.
- О змеях и птицах в Долине смерти (Хадрамаут) // Азиатский бестиарий: Образы животных в традициях Южной, Юго-Западной и Центральной Азии. Сб. статей / Отв. ред. М. А. Родионов. СПб.: МАЭ РАН, 2009. С. 170—176.
- Арабское время, или человек на острове // Радловский сборник. Научные исследования и музейные проекты МАЭ РАН в 2009 году. / Отв. ред. Ю. К. Чистов, М. А. Рубцова. СПб.: МАЭ РАН, 2010. С. 50-54.
- Wādī Ḥaḍramawt as a landscape of death and burial. In: Death and Burial in Arabia and Beyond. Multidisciplinary perspectives. Ed. By Lloyd Weeks. BAR International Series 2107. 2010, p. 341—345 (Society for Arabian Studies Monographs No. 10. Series editors D. Kennet & St. J. Simpson).
- A ṣarf talisman from Ghayl Bā Wazīr, Ḥaḍramawt. In: Proceedings of the Seminar for Arabian Studies. Vol. 40, 2010, p. 293—302.
- Абд ал-Азиз Бин Акил — исследователь обычного права Хадрамаута (из истории российско-йеменских научных связей) // Россия и Арабский мир: к 200-летию профессора Санкт-Петербургского университета Шейха ат-Тантави (1810—1861), 2-3 ноября 2010 г. Материалы конференции / Отв. ред. Н. Н. Дьяков, А. С. Матвеев. СПб, 2010, с. 111—116.
- Profiles under pressure. Orientalists in Petrograd/Leningrad, 1918—1956. In: The Heritage of Soviet Oriental Studies. Ed. By Michael Kemper and Stephan Konermann. Routledge: Taylor&Francis Group. London and New York, 2011, p. 47-57.
- Восточное христианство // Введение в востоковедение. Общий курс. Отв. ред. Зеленев Е. И., Касевич В. Б. СПб.: КАРО, 2011. С. 230—244.
- Ислам // Введение в востоковедение. Общий курс. Отв. ред. Зеленев Е. И., Касевич В. Б. СПб.: КАРО, 2011. С. 245—263.
- Откуда и куда течет арабское время? // Радловский сборник. Научные исследования и музейные проекты МАЭ РАН в 2010 году. / Отв. ред. Ю. К. Чистов, М. А. Рубцова. СПб.: МАЭ РАН, 2011. С. 301—305.
- Contemporary tribal versions of local history in Ḥaḍramawt. In: Proceedings of the Seminar for Arabian Studies. Vol. 40, 2011. P. 333—338.
- Индия в поэзии йафиитов (Южная Аравия): Йахйа 'Умар // Зографский сборник. Вып. 2 / Отв. ред. Я. В. Васильков. СПб.: МАЭ РАН, 2011. С. 145—154.
- Историческая память Хадрамаута и литературный жанр рихла // Радловский сборник. Научные исследования и музейные проекты МАЭ РАН в 2011 году. / Отв. ред. Ю. К. Чистов. СПб.: МАЭ РАН, 2012. С. 397—404.
- Ameen Rihani’s Heritage in Russia. In: Ameen Rihani’s Arab-American Legacy: From Romanticism to Postmodernism. Editor-in-Chief Naji B. Oueijan. Notre Dame University — Louaize, Lebanon, 2012. P. 347—362.
- Honey, Coffee, and Tea in Cultural Practices of Ḥaḍramawt. In: Hehmeyer I., Schoeing H. (eds) with collaboration of Anne Regourd. Traditional Knowledge and Practice, and Their Value for Today’s World. Leiden, Boston: Brill, 2012. P. 143—152.
- Предисловие, статья «Пчелы Хадрамаута, или Вергилий в Южной Аравии» // сб. Бестиарий II. Зооморфизмы Азии: движение во времени. СПб.: МАЭ РАН. 2012. С. 3-4, 232—240.
- Социальный статус хумайни в пространстве-времени Хадрамаута // Радловский сборник. Научные исследования и музейные проекты МАЭ РАН в 2012 году. / Отв. ред. Ю. К. Чистов. СПб.: МАЭ РАН, 2013. С. 301—305.
- Амин ар-Рейхани в монографии Ниджмы Хаджжар // XXVII Международная научная конференция по источниковедению и историографии стран Азии и Африки. Локальное наследие и глобальная перспектива. «Традиционализм» и «революционаризм» на Востоке. 24-26 апреля 2013. Г. Тезисы докладов. СПбГУ, Восточный факультет. СПб., 2013. С. 25-26.
- Россия как инокультурный ареал в арабской традиции // Всматриваясь друг в друга… Россия и арабский мир: взаимное восприятие (Сборник статей). Сост.: Н. Г. Романова, И. М. Смилянская (отв. ред.), А. О. Филоник. М.: Институт востоковедения РАН, 2013. С. 23-31. Рец. А. М. Родригес, Б. С. Галкина // Восток/Oriens 2013, № 5.
- Магриб в культурной памяти Хадрамаута: предварительные замечания // Тахиййат. Сб. в честь профессора Н. Н. Дьякова. Арабистика — Исламоведение — Этнография . Сост. И. В. Герасимов, А. С. Матвеев. СПб.: ВФ СПбГУ. 2013. С. 318—321.
- Hadhramaut in South Arabia: Continuation and/or Rupture of Commemorative Traditions // Evolving humanity, emerging worlds. The 17th World Congress of the International Union of Anthropological and Ethnological Studies. University of Manchester, 5th-10th August 2013. Manchester, 2013. P. 168. Электронный адрес размещения: http://www.nomadit.co.uk/iuaes/iuaes2013/panels.php5?PanelID=1393
- Свой остров. Рец. на: В. В. Наумкин. Острова архипелага Сокотра (экспедиции 1974—2010 гг.). М.: Языки славянской культуры. 2012 // Восток / Oriens 2013, № 3. С. 179—183.
- Школа барона Розена: проблемы сохранения традиций // Ислам в России: наука и образование. Мат-лы научной конференции 27-28 сентября 2013 г. Гос. Эрмитаж, СПбГУ. СПб., 2013, С. 74-78.
- Ойкумена Южной Аравии // Радловский сборник. Научные исследования и музейные проекты МАЭ РАН в 2013 году. / Отв. ред. Ю. К. Чистов. СПб.: МАЭ РАН, 2014. С. 241—249.
- Голос замила на юге Аравии // Исследования по Аравии и Исламу. Сб. статей в честь 70-летия Михаила Борисовича Пиотровского. Сост. и отв. ред. А. В. Седов. М.: ГМВ, 2014. С. 444—455.
- Предисловие // Бестиарий III. Зооморфизмы в традиционном универсуме. Отв. ред. М. А. Родионов. СПб.: МАЭ РАН, 2014. С. 3-4.
- Овцы и дикие пчелы в культурной памяти Хадрамаута // Бестиарий III. Зооморфизмы в традиционном универсуме. Отв. ред. М. А. Родионов. СПб.: МАЭ РАН, 2014. С. 211—214.
- Основы аравийского универсума: дождь между небом и землей // Радловский сборник. Научные исследования и музейные проекты МАЭ РАН в 2014 году. / Отв. ред. Ю. К. Чистов. СПб.: МАЭ РАН, 2015. С. 53-57.
- Документ 1371/1951 г. из семейного архива Ба Раджа’ // XXVIII Международная научная конференция по источниковедению и историографии стран Азии и Африки «Азия и Африка в меняющемся мире», 22-24 апреля 2015 г. Тезисы докладов. Отв. ред. Н. Н. Дьяков, А. С. Матвеев. СПб.: СПбГУ, Восточный факультет., 2015. С. 50.
- Отзыв на книгу священника Иоанна Васильева // Васильев Иоанн, священник. Богословские основания для межрелигиозного диалога в исламской традиции. Ставрополь — Пятигорск: Изд-во «ТоварищЪ», 2015. С. 5 — 6.
- (в соавторстве с А. А. Королевым) Иоанн Марон // Православная Энциклопедия. Т. 24, 2015. С. 445—448.
- Post-Orientalism in the poetry of modern St. Petersburg scholars // Journal of Intercultural Inquiry. University of Sunderland UK. Vol. 1 # 1 (Autumn) 2015: 60-68 // http://sunderlandcultureresearch.blogspot.co.uk/2015/10/first-edition-of-journal-of.html.
- Молитвы для российских бахаи: опыт перевода // «На пастбище мысли благой»: сборник статей к юбилею И. М. Стеблин-Каменского / отв. ред. М. С. Пелевин. СПб.: Контраст. 2015. С. 326—336.
- Ритуальная охота на ибекса (полевые материалы йеменских экспедиций МАЭ) // Образы и знаки в традициях Южной и Юго-Западной Азии. СПб.: МАЭ РАН, 2015. С. 255—269 (Сборник МАЭ. Т. LXI).
- Аравийские развалины: текст и повод для нарратива // Радловский сборник. Научные исследования и музейные проекты МАЭ РАН в 2015 году. / Отв. ред. Ю. К. Чистов. СПб.: МАЭ РАН, 2016. С. 71-75.
- Четыре стихотворения Анне Аркадьевне // Подарок учёным и утешение просвещённым. Сб. статей, посвящённый 90-летию профессора Анны Аркадьевны Долининой. Отв. Ред. И. М. Смилянская. СПб.: Петербургское Востоковедение, 2016. С. 518—521.
- Leila INGRAMS (1940—2015). Obituaires // Chroniques du manuscrit au Yémen. No. 21. Janvier 2016. P. 3-5. ISSN 21160813.
- Этнография Йемена. Зал «Ближний и Средний Восток». Неделя Йеменского культурного наследия — Музеи мира в поддержку Йемена 24 — 30 апреля 2016 г. Предисловие Ирины Боковой, Генерального директора ЮНЕСКО. Текст: М. Родионов. Фотографии : Т. Фёдорова. МАЭ им. Петра Великого (Кунсткамера) РАН. Спб., 2016. С. 1-15.
- Машхад Али в Хадрамауте: воспроизводство культурной памяти // Радловский сборник. Научные исследования и музейные проекты МАЭ РАН в 2016 году. / Отв. ред. Ю. К. Чистов. СПб.: МАЭ РАН, 2017. С. 82-89.